# لويجي بونيزوني
لويجي بونيزوني (Luigi Bonizzoni) ، (23 أبريل 1919 ) لاعب كرة قدم إيطالي و مدرب كرة قدم إيطالي . بدأ روكو مسيرته كلاعب كرة قدم في نادي ليتشي ، ثم اتجه إلى التدريب و درب العديد من الأندية لكن أهم إنجازاته هو حصوله عل لقب الدوري الإيطالي مع الميلان في الموسم 1958-1959.